# Rakesh Khurana
Rakesh Khurana es un profesor asociado de Comportamiento Organizacional en Harvard Business School. Rakesh es graduado de la Universidad de Cornell y con un Ph.D. en comportamiento organizacional en 1998. 
Trabajó por tres años como miembro fundador del equipo tecnológico de Cambridge en 1994, en 1998 luego de terminar su doctorado trabajó en el MIT. En el año 2000 aceptó el nombramiento en Harvard Business School, teniendo como foco de investigación la gestión del mercado laboral.
Es principalmente conocido por su libro Searching for a Corporate Savior: The Irrational Quest for Charismatic CEOs y artículos académicos relacionados con el liderazgo.
Rakesh completó su segundo libro acerca del desarrollo de las escuelas de negocios en 2007.